# Belgio ai Giochi della X Olimpiade
Il Belgio partecipò ai Giochi della X Olimpiade, svoltisi a Los Angeles, Stati Uniti, dal 30 luglio al 14 agosto 1932, con una delegazione di 36 atleti impegnati in due discipline.